# Atención farmacéutica

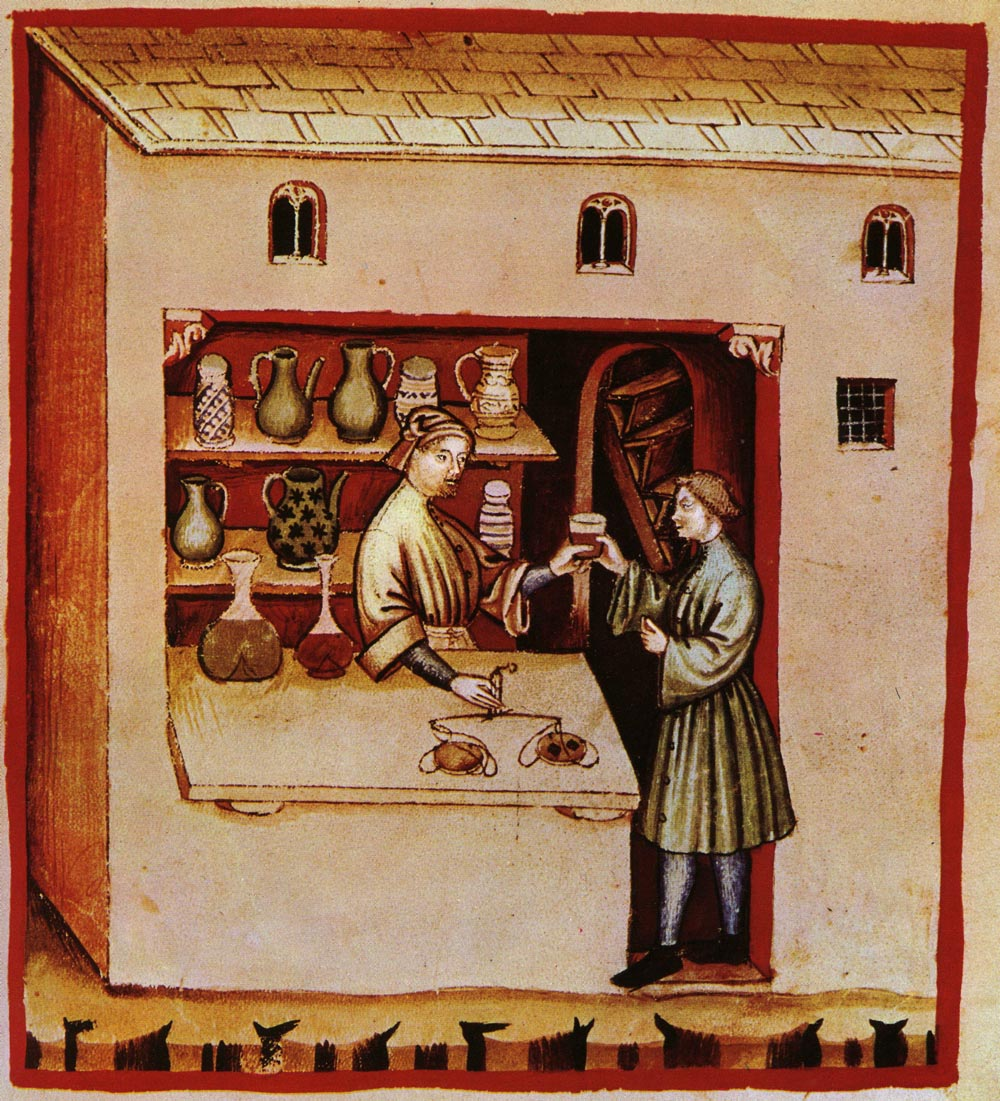
Dispensación de medicamentos (Tacuina sanitatis,)

La atención farmacéutica es un proceso cooperativo para la provisión responsable de terapia farmacológica a un paciente considerado individualmente. Sus objetivos son buscar, prevenir y resolver problemas relacionados con los medicamentos, para tratar de alcanzar los resultados de salud esperados, y mantener o mejorar la calidad de vida del paciente.La atención farmacéutica, puede considerarse un servicio farmacéutico, toda vez que es un farmacéutico quien se ocupa de desarrollar o coordinar las acciones en el sistema de salud teniendo el medicamento como uno de los elementos esenciales, y contribuyendo a su acceso equitativo y su uso racional. Estas acciones, tienen como objetivo la obtención de resultados concretos en salud con vistas a la mejora de la calidad de vida de la población." 

## Concepto

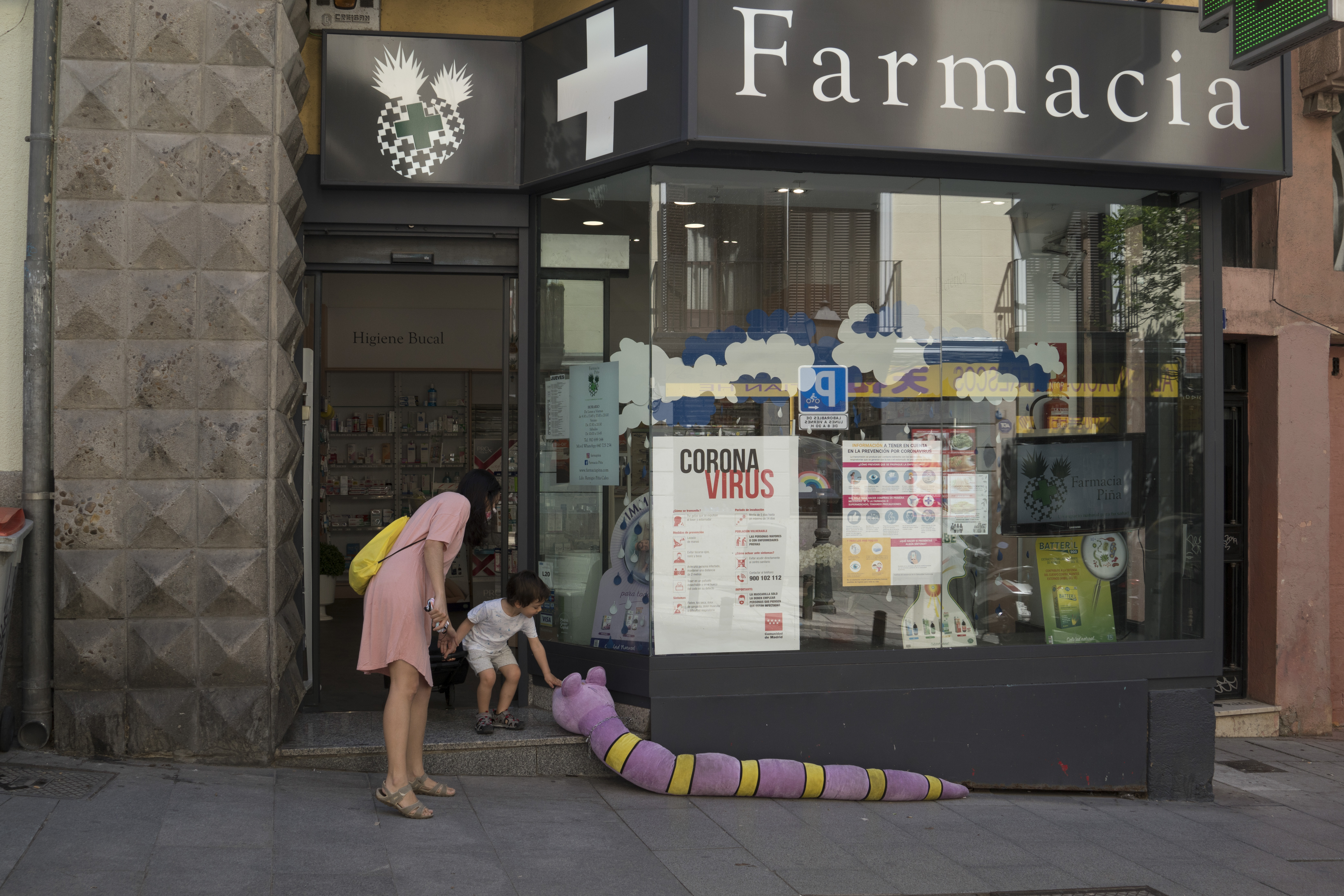
Farmacia en tiempos de la COVID-19

A lo largo del tiempo, la atención farmacéutica ha tenido diferentes acepciones. En el año de 1975, se publicó un concepto de atención farmacéutica en la literatura, presentándose como:
Las disposiciones de cualquier servicio de salud personal que implique la decisión de usar, el uso y la evaluación del uso o medicamento, incluida la gama de servicios de prevención, diagnóstico y tratamiento, a la rehabilitación proporcionada por médicos, dentistas, enfermeras, farmacéuticos y otro personal de salud. 
Para el año 1990, en el documento Oportunidades y responsabilidades en la Atención Farmacéutica se define como
Una práctica profesional en la que el paciente es el principal beneficiario de las acciones del farmacéutico...con el objeto de lograr los resultados terapéuticos en salud y en la calidad de vida del paciente. 
Por otra parte la atención farmacéutica ha sido motivo de revisiones que han derivado en la publicación de documentos de diferente naturaleza que han procurado presentar un marco conceptual en el que el farmacéutico es fundamental para la provisión de la misma. Tal fue el caso del Informe de la Reunión de la Organización Mundial de la Salud de 1993 (Informe de Tokio), en el cual se propuso que:
La Atención Farmacéutica es un concepto de práctica profesional en el que el paciente es el principal beneficiario de las acciones del farmacéutico. La Atención Farmacéutica es el compendio de las actitudes, los comportamientos, los compromisos, las inquietudes, los valores éticos, las funciones, los conocimientos, las responsabilidades y las destrezas del farmacéutico en la prestación de la farmacoterapia, con objeto de lograr resultados terapéuticos definidos en la salud y la calidad de vida del paciente.
La definición de atención farmacéutica puede contemplar diferentes aristas en las cuales se hace patente las competencias que el farmacéutico tiene para su desarrollo y su alcance centrado en el usuario de los medicamentos.
La atención farmacéutica es un concepto innovador en la práctica de farmacia, que surgió a mediados de los años setenta. Establece que todos los profesionales sanitarios deben asumir la responsabilidad de los resultados de la farmacoterapia en sus pacientes. Abarca una variedad de servicios y de funciones - algunos nuevos para la farmacia, otros tradicionales - que son determinados y proporcionados por los farmacéuticos atendiendo a los pacientes individuales. El concepto de atención farmacéutica también incluye el compromiso expreso con el bienestar de los pacientes como individuos que requieren y merecen la consideración, preocupación y confianza de los farmacéuticos. Sin embargo, los farmacéuticos a menudo no pueden aceptar la responsabilidad de esta ampliación de la atención al paciente. Consecuentemente, pueden no documentar, monitorizar y revisar adecuadamente la asistencia proporcionada. Para la práctica de la atención farmacéutica es esencial aceptar tal responsabilidad. 
También es posible considerar que la atención farmacéutica es
La contribución del farmacéutico al cuidado o atención de los individuos con el objetivo de mejorar el uso de los medicamentos y los resultados en salud. Se trata de una práctica profesional en la que el farmacéutico se responsabiliza de las necesidades del paciente relacionadas con los medicamentos. 

## Destinatarios
La atención farmacéutica se puede ofrecer a individuos y a poblaciones. 
La atención farmacéutica basada en la población utiliza datos demográficos y epidemiológicos para establecer formularios o listados de medicamentos, desarrollar y monitorizar políticas farmacéuticas, desarrollar y gestionar redes farmacéuticas, preparar y analizar informes sobre utilización/coste de medicamentos, llevar a cabo revisiones sobre utilización de medicamentos y enseñar a los proveedores de políticas sobre medicamentos y de procedimientos. 
Sin embargo, sin atención farmacéutica individual ningún sistema puede eficazmente gestionar la farmacoterapia y controlar la enfermedad relacionada con medicamentos. Las funciones basadas en la población e identificadas arriba necesitan producirse bien antes o después de visitar a los pacientes y proporcionan una información valiosa, pero no pueden sustituir a los servicios específicos para pacientes, mientras se están visitando. Las enfermedades relacionadas con medicamentos ocurren con frecuencia incluso con medicamentos que están en un formulario o un listado de medicamentos, ya que estos medicamentos a menudo se prescriben, se administran o se utilizan inadecuadamente. Los pacientes necesitan los servicios de los farmacéuticos, al tiempo que están recibiendo asistencia. La farmacoterapia adecuada es específica para cada paciente. Incluye decisiones individuales, alcanzar una concordancia (un acuerdo entre el paciente y el proveedor de asistencia sanitaria sobre el resultado terapéutico y cómo se puede alcanzar), y actividades de monitorización del paciente crítico. Para cada tratamiento con medicamentos en un paciente individual, el farmacéutico desarrolla un plan de atención de acuerdo con el paciente. Así, los pacientes pueden contribuir al éxito de los resultados participando en la responsabilidad de su propio cuidado y no confiando solamente en cuidadores, en un estilo paternalista de antaño.
La atención farmacéutica no existe de forma aislada de otros servicios de asistencia sanitaria. Debe ofrecerse en colaboración con pacientes, médicos, enfermeros y otros proveedores de asistencia sanitaria. Los farmacéuticos son, para los pacientes, los responsables directos del coste, calidad y resultados de la atención farmacéutica.

## Rol del farmacéutico
Las características profesionales que debe cumplir el farmacéutico son:
1. Cuidador: los farmacéuticos proporcionan servicios de atención. Deben ver su práctica como integrada y continua con las del sistema de asistencia sanitaria y las de otros profesionales de la salud. Los servicios deben ser de la más alta calidad.
2. Tomador de decisiones: el fundamento del trabajo del farmacéutico debe ser el uso apropiado, eficaz, seguro y coste-efectivo de los recursos (e.j., personal, medicamentos, productos químicos, equipamiento, procedimientos, prácticas). En los niveles local y nacional, los farmacéuticos desempeñan un papel en el establecimiento de la política de los medicamentos. Para alcanzar esta meta se requiere la capacidad de evaluar, resumir datos e información y decidir sobre la línea de acción más apropiada.
3. Comunicador: el farmacéutico está en una posición ideal para proporcionar una unión entre el prescriptor y el paciente, y para comunicar información sobre salud y medicamentos al público. Él o ella deben estar bien informados y seguros mientras interactúan con otros profesionales de salud y el público. La comunicación implica habilidades verbales, no verbales, de escucha y de escritura.
4. Gestor: los farmacéuticos deben poder gestionar con eficacia los recursos (humanos, físicos y financieros) y la información; también deben sentirse cómodos dirigidos por otros, ya sea por un patrón o el director/líder del equipo de salud. Además, la información y su tecnología relacionada proporcionarán desafíos según los farmacéuticos vayan asumiendo una mayor responsabilidad en compartir información sobre medicamentos y productos relacionados y asegurar su calidad.
5. Estudiante permanente: es imposible adquirir en los estudios de farmacia todo el conocimiento y la experiencia necesaria para continuar la carrera farmacéutico durante toda la vida. Los conceptos, principios y obligaciones de la formación continuada deben comenzar mientras que se está estudiando farmacia y se deben mantener a lo largo de la carrera del farmacéutico. Los farmacéuticos deben aprender cómo mantener actualizados sus conocimientos y habilidades.
6. Profesor: el farmacéutico tiene la responsabilidad de ayudar en la formación y entrenamiento de las generaciones futuras de farmacéuticos y del público. Participando como profesor no sólo imparte conocimiento a otros, sino que ofrece una oportunidad para que los profesionales sanitarios adquieran nuevos conocimientos y mejoren sus habilidades actuales.
7. Líder: en situaciones de atención multidisciplinaria (e.j., equipo de salud) o en áreas donde otros proveedores de asistencia sanitaria escasean o no existen, obligan al farmacéutico a asumir una posición de liderazgo en el bienestar total del paciente y de la comunidad. El liderazgo implica la preocupación y la empatía, así como la visión y la capacidad de tomar decisiones, comunicarlas, y manejarlas con eficacia. Un farmacéutico cuyo papel de liderazgo sea reconocido debe tener la visión y la capacidad de orientar.
8. Investigador: el farmacéutico debe poder utilizar la base de la evidencia (p.ej., científica, práctica farmacéutica, sistema de la salud) con eficacia para aconsejar sobre el uso racional de medicamentos en el equipo de salud. Compartiendo y documentando experiencias, el farmacéutico puede también contribuir a la base de la evidencia con el objetivo de optimizar el cuidado de los pacientes y los resultados. Como investigador, el farmacéutico puede aumentar la accesibilidad a una salud ecuánime y a la información sobre medicamentos, tanto al público como a otros profesionales de la asistencia sanitaria.

## Modalidades de atención farmacéutica
La atención farmacéutica engloba las tareas del farmacéutico orientadas hacia el paciente:
- Dispensación
- Consejo / consulta
- Seguimiento Farmacoterapéutico
- Educación para la salud